# Emil Brunovský
Emil Brunovský (* 4. srpna 1936) je bývalý slovenský fotbalista, záložník.

## Fotbalová kariéra
V československé lize hrál za Spartak Trnava. Nastoupil ve 39 ligových utkáních a dal 5 ligových gólů. Mistr Československa 1968. V Poháru vítězů pohárů nastoupil v 1 utkání proti Lausanne Sports.

## Ligová bilance
| Ročník                                   | Zápasy | Góly | Klub           |
| ---------------------------------------- | ------ | ---- | -------------- |
| 1. československá fotbalová liga 1964/65 | 11     | 3    | Spartak Trnava |
| 1. československá fotbalová liga 1965/66 | 17     | 1    | Spartak Trnava |
| 1. československá fotbalová liga 1966/67 | 3      | 0    | Spartak Trnava |
| 1. československá fotbalová liga 1967/68 | 8      | 1    | Spartak Trnava |
| CELKEM                                   | 39     | 5    |                |